# Sirènes et mauvais garçons
Pour plus de détails, voir Fiche technique et Distribution.
Sirènes et mauvais garçons (Γοργόνες και μάγκες (Gorgones et mangkes)) est un film grec réalisé par Yánnis Dalianídis et sorti en 1968.

## Synopsis
Petros est le fils d'un riche entrepreneur. Il s'intéresse peu à l'entreprise familiale, préférant la course automobile. Cependant, il apprend qu'une île va se lancer dans le développement touristique. Il convainc son père d'acheter des terrains sur l'île. Pendant ce temps, Flora, qui possède des night-clubs, entend elle aussi parler du projet. Elle décide elle aussi d'investir sur l'île. Elle y arrive en même temps que Petros. Rapidement, leur rivalité perturbe la vie de l'île. D'autant plus que des insulaires tombent amoureux des continentaux. Marina, propriétaire d'une taverne, s'éprend de Petros tandis que le pêcheur Nikolas s'intéresse à Flora, au grand dam de sa fiancée. Pour se venger, cette dernière se laisse séduire par Iasonas, le fils de la plus grande propriétaire de l'île qui s'inquiète de la tournure des événements. Finalement, l'amour triomphe.

## Fiche technique
- Titre : Sirènes et mauvais garçons
- Titre original : Γοργόνες και μάγκες (Gorgones et mangkes)
- Réalisation : Yánnis Dalianídis
- Scénario : Yánnis Dalianídis
- Direction artistique :
- Décors : Markos Zervas
- Costumes :
- Photographie : Nikos Dimópoulos
- Son : Mimis Kasimatis
- Montage : Petros Lykas
- Musique : Mímis Pléssas
- Paroles : Leftéris Papadópoulos
- Direction musicale : Stelios Zaphiriou
- Chorégraphie  : Giannis Flery (el)
- Production : Finos Film
- Pays d'origine :  Grèce
- Langue : grec
- Format :  Couleurs
- Genre : Comédie dramatique, film musical
- Durée : 90 minutes
- Dates de sortie : 1968

## Distribution
- Mairi Hronopoulou (el)
- Faidon Georgitsis (el)
- Dionysis Papagiannopoulos (en)
- Vangelis Seilinos
- Nora Valsami (en)
- Lakis Komninos (el)
- Hronis Exarhakos (en)
- Giannis Vogiatzis (en)
- Martha Karagianni (el)